# Eranistis
Eranistis é um gênero de mariposa pertencente à família Crambidae.